# Старотуймазинский сельсовет
Старотуймазинский сельсовет — муниципальное образование в Туймазинском районе Башкортостана.
Административный центр — село Старые Туймазы.

## История
Согласно Закону о границах, статусе и административных центрах муниципальных образований в Республике Башкортостан имеет статус сельского поселения.

## Население
| 2002  | 2009  | 2010  | 2012  | 2013  | 2014  | 2015  |
| ----- | ----- | ----- | ----- | ----- | ----- | ----- |
| 1737  | ↗1848 | ↘1794 | ↗1818 | ↗1861 | ↗2159 | ↘2004 |
| 2016  | 2017  | 2018  |       |       |       |       |
| ↘1992 | ↘1935 | ↗2170 |       |       |       |       |

## Состав сельского поселения
| № | Населённый пункт | Тип населённого пункта       | Население |
| - | ---------------- | ---------------------------- | --------- |
| 1 | Старые Туймазы   | село, административный центр | ↘1247     |
| 2 | Горный           | деревня                      | ↘292      |
| 3 | Раевка           | деревня                      | ↗101      |
| 4 | Карат-Тамак      | деревня                      | ↘78       |
| 5 | Кызыл-Буляк      | деревня                      | ↘76       |

### Упразднённые населённые пункты
- Тубанкуль, деревня, в 1982 году вошла в состав города Туймазы.
- В 2005 году посёлок Раевка объединён с посёлком пожарного депо Старотуймазинского сельсовета в деревню Раевку[16].

## Известные уроженцы
- Аслаев, Нуриман Саитгареевич (род. 13 апреля 1939) — нефтяник, Почётный нефтяник СССР (1986), лауреат Государственной премии СССР (1989), Заслуженный нефтяник Республики Башкортостан (1994)[17].